# Antony Padiyara
Antony Padiyara (Manimala, 11 febbraio 1921 – Kakkanad, 23 marzo 2000) è stato un cardinale indiano.
Fu nominato cardinale della Chiesa cattolica da papa Giovanni Paolo II.

## Biografia
Nacque a Manimala l'11 febbraio 1921.
Papa Giovanni Paolo II lo elevò al rango di cardinale nel concistoro del 28 giugno 1988.
Morì il 23 marzo 2000 all'età di 79 anni.

## Genealogia episcopale e successione apostolica
La genealogia episcopale è:
- Cardinale Scipione Rebiba
- Cardinale Giulio Antonio Santori
- Cardinale Girolamo Bernerio, O.P.
- Arcivescovo Galeazzo Sanvitale
- Cardinale Ludovico Ludovisi
- Cardinale Luigi Caetani
- Cardinale Ulderico Carpegna
- Cardinale Paluzzo Paluzzi Altieri degli Albertoni
- Papa Benedetto XIII
- Papa Benedetto XIV
- Papa Clemente XIII
- Cardinale Marcantonio Colonna
- Cardinale Giacinto Sigismondo Gerdil, B.
- Cardinale Giulio Maria della Somaglia
- Cardinale Carlo Odescalchi, S.I.
- Cardinale Costantino Patrizi Naro
- Cardinale Lucido Maria Parocchi
- Papa Pio X
- Papa Benedetto XV
- Cardinale Willem Marinus van Rossum, C.SS.R.
- Arcivescovo Leo Peter Kierkels, C.P.
- Vescovo René-Jean-Baptiste-Germain Feuga, M.E.P.
- Cardinale Antony Padiyara

La successione apostolica è:
- Arcivescovo James Masilamony Arul Das (1974)
- Vescovo Januarius Paul Palathuruthy, C.M.I. (1977)
- Vescovo Gregory Karotemprel, C.M.I. (1983)
- Vescovo Paul Chittilapilly (1988)
- Arcivescovo George Valiamattam (1989)
- Vescovo Vijay Anand Nedumpuram, C.M.I. (1990)
- Arcivescovo Abraham Kattumana (1991)
- Vescovo Jacob Manathodath (1992)
- Vescovo Simon Stock Palathara, C.M.I. (1993)